# Asahi Shimbun
Asahi Shimbun (jap. 朝日新聞 Asahi Shinbun) – japońska gazeta wydawana w Tokio, Osace, Nagoi i kilku innych głównych miastach Japonii. Założona 25 stycznia 1879 roku Asahi Shimbun, jest największym dziennikiem w Japonii po Yomiuri Shimbun. Nakład jej porannego wydania wynosi ok. 8 042 000 egzemplarzy (w roku 2008).
Gazeta jest drukowana dwa razy dziennie w odrębnych wydaniach lokalnych.

## Historia
We wczesnych latach istnienia gazeta zyskała na popularności dzięki wykorzystaniu innowacyjnej taktyki – dużej ilości ilustracji oraz zamieszczania przyciągających uwagę artykułów. W czasie wojny japońsko-chińskiej Asahi Shimbun zyskała uznanie jako jedyna gazeta, która wysłała korespondenta na front. Podobnie było w czasie wojny rosyjsko-japońskiej, jednak w tym przypadku w ślady Asahi poszła Mainichi Shimbun i rozpoczęła się trwająca do dziś rywalizacja obu gazet.
W 1907 roku do redakcji dołączył renomowany pisarz Sōseki Natsume i od tego czasu na łamach Asahi coraz częściej pojawiały się powieści. W pierwszych latach XX wieku gazeta przyjmowała postawę liberalną w polityce, a przez sprzeciw wobec rozbudowy armii i wyprawy na Syberię ściągnęła na siebie gniew ze strony władz. Pod naciskiem władz z pracy w redakcji zrezygnowali prezes firmy i główni redaktorzy.
W okresie powojennym Asahi przyjęła pozycję głównego krytyka Partii Liberalno-Demokratycznej. Gazeta wspierała państwa bloku socjalistycznego i sprzeciwiała się amerykańskiej interwencji w Wietnamie. W 1987 roku biuro Asahi w Osace padło ofiarą ataku terrorystycznego ze strony ugrupowań prawicowych. W ataku tym zginął jeden korespondent gazety.

## Oddziały
- Biuro Główne w Osace: 2-4, Nakanoshima Sanchome, Kita-ku, Osaka
- Biuro Główne w Tokio: 3-2, Tsukiji Gochome, Chūō, Tokyo

Biuro Hokkaidō: 1-1, Kita-Nijo-nishi Itchome, Chūō-ku, Sapporo
- Biuro Główne w Nagoi: 3-3, Sakae Itchome, Naka-ku, Nagoya
- Biuro Główne Seibu: Riverwalk Kitakyushu, 1-1, Muromachi Itchome, Kokura Kita-ku, Kitakiushiu

Biuro w Fukuoce: 1-1, Hakata Ekimae Nichome, Hakata-ku, Fukuoka

## Nagroda Asahi
Z okazji swojego 50-lecia, w 1929 roku gazeta zaczęła przyznawanie corocznej nagrody za osiągnięcia kulturalne i akademickie, które wniosły znaczący wkład w rozwój japońskiej kultury oraz społeczeństwa. Od 1992 roku istnieje Funadacja Kultury Asahi Shimbun, zajmująca się nagrodą.